# Glaucocharis apiculella
Glaucocharis apiculella là một loài bướm đêm trong họ Crambidae.